# Swanley Village
Swanley Village est un village du Kent, en Angleterre.